# ماري آن موريسون
ماري آن موريسون (بالإنجليزية: Mary Anne Morrison)‏ هي مساعدة شخصية بريطانية، ولدت في 17 مايو 1937.